# D49 1st Album
『D49 1st Album』（ディー・ヨンジュウキュー・ファースト・アルバム）は、日本のエレクトロミュージックユニット・D49のオリジナルアルバムである。

## 収録曲
1. Choral'（コラール） 
  - 作曲・編曲：D49
2. MAS30'（エムエーサンジュウ） 
  - 作曲・編曲：D49
3. MAS31（エムエーサンジュイチ） 
  - 作曲・編曲：D49
4. Interlude ~GEI05~（インターリュード・ゲイファイブ） 
  - 作曲・編曲：D49
5. Cold in PARIS（コールド・イン・パリ） 
  - 作曲・編曲：D49
6. Disrailrhythmik（ディスレイルリズミック） 
  - 作曲・編曲：D49
7. Reinickendorfer（？） 
  - 作曲・編曲：D49
8. The Love Suicides at Sonezaki（ザ・ラブ・スーサイド・アット・ソネザキ） 
  - 作曲・編曲：D49  (※M3盤のみ収録)
9. Interlude ~Back to TOKYO~（インターリュード・バック・トゥー・トウキョウ） 
  - 作曲・編曲：D49
10. MAS30 (Royal Mirrorball remix)
11. MAS31 (DJ TAROT remix)
12. Reinickendorfer (MODEWARP remix)
13. Cold in PARIS (ZANIO remix)

## クレジット
- プロデュース・演奏：D49 (Nahoko KAKIAGE & Hiroshi MATSUI)
- A&R: Hiroyuki ASADA
- 統括プロデューサー：Satoru KOBAYASHI (御中レコード/WANTYOU! records)
- マスタリング：Kazuaki NOGUCHI